# Anamorfózis

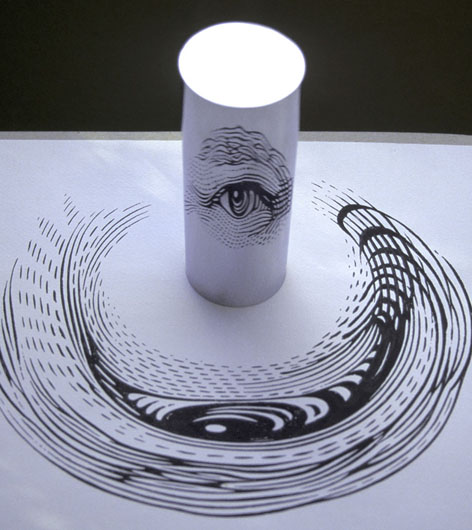
Orosz István: Tükörhengeres anamorfózis

Az anamorfózis egy művészettörténeti kifejezés, amely azokat a felismerhetetlenné torzított képeket jelenti, amelyek csak egy különös nézőpontból, vagy egy rájuk helyezett tükörtárgy segítségével válnak újra láthatóvá.

## Az anamorfózis kifejezés eredete
A görög ana- (vissza-) és morphosis (változás) görög szavakból alkotott kifejezést 1650-ben megjelent Magia Universalis c. könyvében egy Gaspar Schott nevű német jezsuita használta először.

## Az anamorfózisok fajtái
Az anamorfózis legjellemzőbb válfajai az úgynevezett optikai, vagy más néven perspektívikus anamorfózisok, amelyeknél csak a megfelelő látószöget kell megtalálni, a tükrös, vagy katoptrikus anamorfózisok, amelyeknél általában egy tükörhenger, esetleg tükörkúp fedi fel a kép titkát, és a dioptrikus anamorfózisok, amelyeknél egy speciális, sokszögűre csiszolt lencse, vagy tükörtárgy hozza össze az elrejtett képet sok összefüggéstelennek tűnő részletből.

## Az anamorfózisok története

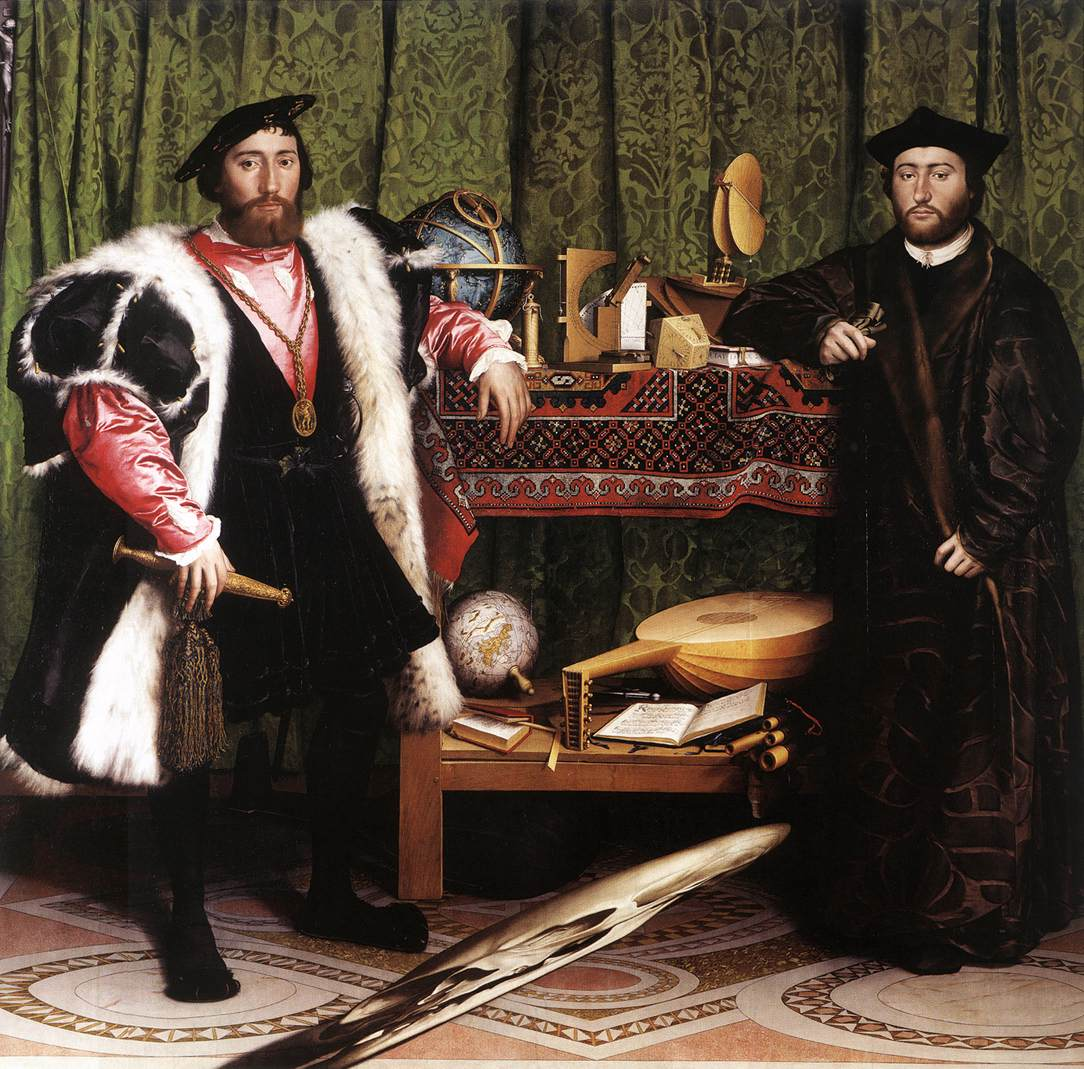
Holbein: A nagykövetek, 1533. London, National Gallery

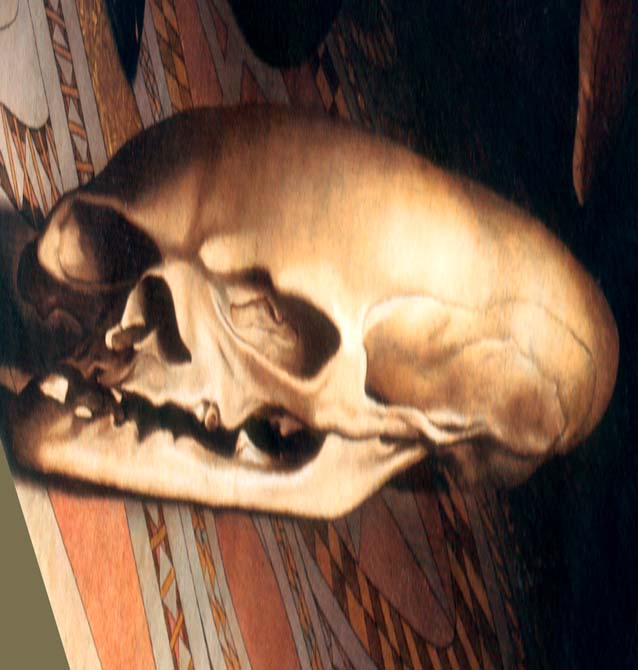
a fenti kép részlete oldalról, meredek szög alól nézve

Általában Leonardo da Vincinek a Codex Atlanticusban található két vázlatrajzát tartják a műfaj első ismert megjelenésének. Ha megfelelő látószög alól vesszük őket szemügyre, akkor az egyik egy csecsemőfejet, a másik egy szemet ábrázol.
1533-ban Londonban festette ifj. Hans Holbein a Követek című képet, a leghíresebb anamorfózist használó festményt. A kép két életnagyságú férfit ábrázol, illetve egy elnyújtott, amorf formát, amely látszólag értelmetlenül uralja a kép alsó negyedét. A különös részlet akkor válik érthetővé, ha nem a szokásos módon nézzük a képet, hanem ferde szög alól: ekkor egy emberi koponya képét látjuk meg. A Hans Holbein-utánzók terjesztették el a „ferdén nézendő kép” módszerét Anglia, majd Európa-szerte, Holbein kortársa és honfitársa egy nürnbergi fametsző, Erhard Schön több ilyen képet is készített. Legismertebb anamorfózisa, vagy ahogyan nevezte vexierbildje (azaz rejtvényképe) egy meglehetősen nagy fametszet, amely megfelelő helyről nézve a korszak nagy uralkodóit ábrázolja, Habsburg V. Károlyt, öccsét, V. Ferdinándot, akit mi I. Ferdinánd magyar királyként tartunk számon, VII. Kelemen pápát, és a francia I. Ferenc királyt. Az anamorfózisok szerkesztésének fénykora a 17. századra esik, akkor már a szerkesztési eljárásokat ismertető könyvek is megjelennek, a legelső egy Jean Francois Niceron nevű francia minimita szerzetes munkája, a "La perspective curieuse, ou magie artificielle des effets merveilleux" című 1638- ban, Párizsban publikált írás.
Különlegesen összetett fajtái az anamorfózisoknak a perspektiva kabinetek, ilyenek Samuel van Hoogstraten holland festő munkái. Ezeken egy belülről megfestett láda oldallapjainak találkozását úgy sikerül összehoznia, hogy a kijelölt lyukon át fél szemmel benézve nem vehetők észre a tér dimenzióváltozásai, illetve az anamorfikusan eltorzított felületek. A lyukakon belesők érzése az, hogy folyamatos tereket, plasztikusan megjelenített holland szobabelsőket látnak.
Meglepő, hogy az európai anamorfózisokkal egy időben Kínában is készülnek anamorfikus képek. Aligha hihető azonban, hogy ezek az európai munkáktól függetlenül, ráadásul az Európában kifejlődött perspektivikus ábrázolási gyakorlat nélkül születtek meg. Valószínűbb, hogy a Kínába utazó hittérítők anamorfikus szerkesztési sémákat is vittek magukkal.
Niceron és Hoogstraten szemléletét követve kezdett a témával foglalkozni Marcel Duchamp. Legfontosabb művei maguk is anamorfózisok, vagy az anamorfikus ábrázolás parafrázisai. Fő művének, a Nagy üvegnek a matériája egyértelmű utalás az első perspektivistákra, akik a képet a látógúla üveglappal történő elmetszéseként interpretálták, utolsó műve, az Adva van… pedig a nevezetes Hoogstraaten-i perspektíva-dobozoknak életnagyságú peep-show-vá növelt változata.

## Alkotók
A huszadik század művészei közt többen is akadtak, akik a perspektíva és az optika hatásainak vizsgálata mellett kísérletet tettek az anamorfózis technikájának megújítására is. Max Ernst, Salvador Dalí, Jean Cocteau művei mellett érdekesek Ifj. Adalbert Ames különös, a pszichológiához is sorolható kísérletei (Ames szoba) és Jan Dibbets Perspektíva-korrekciói is. A kortárs alkotók közt Hans Hamngren, Patrick Hughes, Fujio Watanabe, Shigeo Fukuda, Adrian P. Goddijn, Justen Ladda, Felice Varini, Kelly Houle, Stella és Gianni Miglietta, Stephen and Timothy Quay, valamint Orosz István munkái közt lelhetők fel anamorfózisok.
A "street art" néhány mai művelője is előszeretettel használja az anamorfikus torzítást, leghatásosabban Kurt Wenner és Julian Beever nagyvárosi aszfaltrajzain jelenik meg a perspektívikus anamorfózis.

## Válogatott irodalom

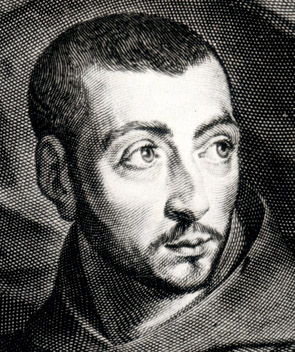
Jean-François Niceron

- Baltrusaitis, Jurgis: Anamorphoses ou Thaumaturgus opticus. Flammarion, Paris, 1984.
- Cole, Alison: Perspective. Dorling Kindersley Limited, London, 1992.
- Damisch, Hubert: L’Origine de la perspective. Flammarion, Paris, 1987.
- Du Breuil, La Pere: La Perspective pratique. Paris, 1649.
- Foister, Susan, Roz Ashok, Wyld Martin: Holbein’s Ambassadors. National Gallery Publications, London
- Folga-Januszewska, Dorota: Koncepcje Przestrzeni w Sztuce Wspólczesnej. Muzeum Narodowe w Warszawie, 1984.
- Gombrich, E.H.: Művészet és illúzió. Gondolat, Budapest, 1972.
- Gregory, Richard L. Az értelmes szem. Gondolat, Budapest, 1973.
- Kircher, Athanasius: Ars Magna lucis et umbrae in decem Libros digesta. Roma, 1646.
- Lanners, Edi: Illusionen. VerlagC.J.Bucher GmbH, München und Luzern, 1973.
- Leemann, Fred: Anamorphosen. DuMont Buchverlag, Köln, 1975.
- Leemann, Fred: Hidden Images. Harry N. Abrams, Inc. Publishers, New York, 1976.
- Maignan, Emmanuel: Perspectiva horaria, sive de Horographia gnomonica…. Roma, 1648.
- Mastai, M.L.d’Otrange: Illusion in Art. Abaris Books, New York, 1975.
- Niceron, Jean-François: La Perspective curieuse ou magie artificelle des effets merveilleux. Paris, 1638.
- Niceron, Jean-François: Thaumaturgus opticus, seu Admiranda optices per radium directum, catoptrices per radium reflectum. Paris, 1646.
- North, John: The Ambassadors’ Secret. Hamblendon and London, London, 2002.
- Orosz István: Atlantisz anamorfózisok, Santo Stefano Rotondo parafrázisok. Új Atlantisz felé. A 7. Velencei Nemzetközi Építészeti Biennálé katalógusában
- Orosz István: Szemünk szöge. II. Nemzetközi Fényszimpózium kiadványa. Kepes Központ, 1999. Eger
- Orosz István: Artistic Expression of Mirror, Reflection and Perspective. Symmetry 2000. Portland Press, London, 2002.
- Orosz István: The Mirrors of the Master. Escher Legacy. Springer-Verlag, Berlin, Heidelberg, New York, 2003.
- Orosz István: A követek titka. Új Művészet. 2005. július
- Shickman, Allan: “Turning Pictures” in Shakespeare’s England. University of N. Iowa, Cedar Falls Ia. Art Bulletin LIX/1 Mar. 1977.
- Sakane, Itsuo: A Museum of Fun (The Expanding Perceptual World) The Asahi Shimbun, Tokyo, 1979 (Part I.) 1984 (Part II.)
- Schott, Gaspar: Magia universalis naturae et artis. Würzburg, 1657.
- The Arcimboldo Effect. (kiállítási katalógus – Palazzo Grassi, Velence) Gruppo Editoriale Fabbri, Bompiani, Milano
- Stephen and Timothy Quay: De Artificiali Perspectiva, or Anamorphosis (film)(1991)

## További információk

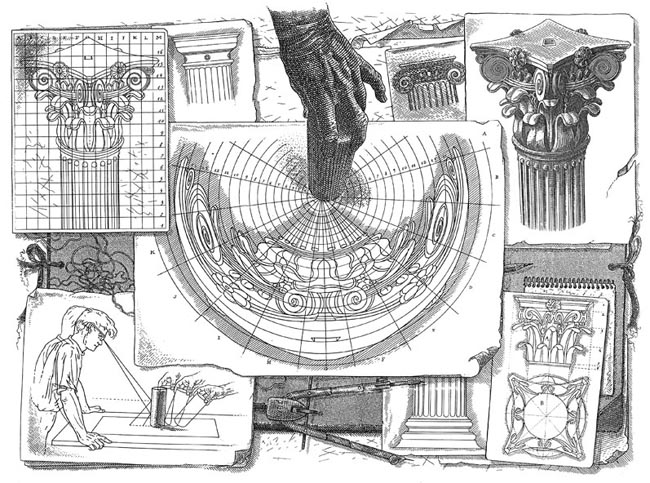
A katoptrikus anamorfózis szerkesztési sémája (Orosz István rajza)